# 富山県道199号掛畑井田新線
富山県道199号掛畑井田新線（とやまけんどう199ごう かけはたいだしんせん）は富山県富山市内を通る一般県道である。

## 概要

### 路線データ
- 起点：富山県富山市八尾町掛畑字大苗代（富山県道198号桐谷下笹原線交点）
- 終点：富山県富山市八尾町井田新（富山県道7号富山八尾線交点）
- 延長：4,164m

## 沿革
- 1960年（昭和35年）4月23日 - 認定[1]

## 地理

### 通過する自治体
- 富山県富山市

### 接続する道路
- 富山県道198号桐谷下笹原線（起点：富山市八尾町掛畑字大苗代）
- 富山県道341号八尾大沢野線（富山市八尾町樫尾 - 富山市八尾町樫尾定番町で重複）
- 富山県道197号樫尾長川原線（富山市八尾町樫尾定番町）
- 富山県道7号富山八尾線（終点：富山市八尾町井田新）

### 周辺
- JR高山本線 越中八尾駅
- 富山市役所 八尾総合行政センター（旧:八尾町役場）
- 富山市立八尾中学校
- 富山市立樫尾小学校
- 黒瀬谷郵便局
- 八尾駅前郵便局